# Glossobalanus elongatus
Glossobalanus elongatus — вид напівхордових родини Ptychoderidae класу Кишководишні (Enteropneusta).

## Поширення
Вид зустрічається в узбережних водах на заході Середземного моря.